# Günter Wolff (Fußballspieler)
Günter Wolff (* 21. April 1943) ist ein ehemaliger deutscher Fußballspieler der DDR.

## Spielerkarriere
Seine Karriere begann 1959 bei Motor Weimar. Bei Sichtungstunieren über die Bezirks-Junioren-Auswahl wurde er im Januar 1960 entdeckt und zur Sportschule von Dynamo Dresden delegiert. 1960 kam er zum damaligen SC Dynamo Berlin und wurde in der Nachwuchsoberligamannschaft eingesetzt. Im Januar 1961 wurde der erst 18-Jährige Stammspieler im Oberliga-Kollektiv des SC Dynamo Berlin. Wolff debütierte für den SC Dynamo Berlin in der Oberliga gegen den SC Empor Rostock vor 10.000 Zuschauern im Dynamo-Stadion im Sportforum am 25. März 1962. Als Mittelfeldspieler und Stürmer gehörte er mit zu den stärksten Oberligaspielern der DDR. 1966 wurde der SC-Dynamo Berlin umbenannt zum BFC Dynamo. Im August 1968 kehrte er in seine thüringische Heimat zurück. Dort spielte er beim FC Rot-Weiß Erfurt. Seine Fußballkarriere beendete er 1975/76 bei BSG Motor Weimar.
Nach welchen Quellen er die folgenden Auswahlspiele bestritten hat, ist unklar: Er soll in seiner Laufbahn dreimal in der B-Auswahl der DDR, viermal in der Nachwuchsauswahl der DDR zum Einsatz gekommen sein, er soll 1964 und 1968 dem Kader der Olympiaauswahl der DDR angehört haben, leider erreichte er keine Teilnahme zur Olympiade. Ferner soll er mehrmals in der Berliner Stadtauswahl gespielt haben. 1964 spielte er in Leipzig Oberliga-Auswahl gegen Flamengo-Rio de Janeiro.
Die Anzahl seiner DDR-Oberliga-Einsätze beträgt nach der aufgelisteten Literatur 160 Spiele mit acht Toren plus 59 DDR-Liga Spiele mit sieben Toren. Wolff hat am 14. Juni 1964 in Plauen beim Länderspiel der U 23 gegen Polen bei einem 1:0-Erfolg mitgewirkt. Mittelstürmer Gerd Backhaus erzielte den Siegtreffer.